# کی‌آی هلدینگ
کی‌آی هلدینگ (انگلیسی: KI Holdings) شرکت خوشه‌ای ژاپنی است، که در سال ۱۹۱۵ تأسیس شد.